# 这个男人来自地球
《这个男人来自地球》（英語：The Man from Earth）是一部2007年出品的獨立電影。由理查·申克曼執導，傑羅姆·比克斯比編劇。本片製作人艾瑞克·D·威爾金森前所未有地公開向那些沒有需明確許可而使用P2P軟件（如BitTorrent）來分發電影的用戶表示感謝，因為此舉提升了觀者對影片的關注度，而不僅僅在於對本片經濟上的收益。

## 故事概要
歷史學教授約翰·歐德曼（John Oldman）令人意外地從大學辭職後，他的同事們來到他的家中為他舉辦告別聚會，並希望教授解釋他為何離開。教授聲稱他是一個不會衰老的克洛曼儂人，到目前為止已經活了一萬四千多年。他之所以辭職選擇離開，是因為他若在一個地方停留超過十年，他不衰老這一事實就會引起那裡人們的懷疑。眾人有些惱怒，爭相想拆穿這個蹩腳的藉口，可很快他們就發現無法為約翰所言證偽，就如同約翰無法為他所聲稱的事情證實一般。原本友好的歡送會開始變得氣氛迥異……

## 評價
截至2013年12月5日《這個男人來自地球》在IMDB在滿分10分上獲得8分，但收看後觀眾評價褒貶不一，有人大失所望——認為其全片場景不多，大量對白；其他人大呼過癮——認為其跳出近幾年科幻電影「激光加金屬」的圈子，更加關注精神上，而非視覺上的科幻。

## 外部連結
- 官方网站
- 互联网电影数据库（IMDb）上《这个男人来自地球》的资料（英文）
- AllMovie上《这个男人来自地球》的资料（英文）